# Für immer ein Mörder – Der Fall Ritter
Für immer ein Mörder – Der Fall Ritter ist ein deutscher Fernsehfilm aus dem Jahr 2014 von Holger Karsten Schmidt und Johannes Grieser mit Hinnerk Schönemann in der Hauptrolle. Der Kriminalfilm wurde am 18. Juli 2014 auf arte erstmals ausgestrahlt. Die Geschichte basiert in groben Zügen auf einer wahren Begebenheit.

## Handlung
Im Oktober 1999 erscheint in Eisenach auf der Dienststelle von Kriminalkommissar Frank Wolf eine Kollegin aus Frankfurt am Main. Yvonne Weber ist nach Eisenach entsandt worden, um einen ungelösten Mordfall von 1983 aufzuklären. Seit 1991 befasst sich die deutsche Justiz mit ungeklärten Kapitalverbrechen in den neuen Bundesländern. Ehe nun die Verjährungsfrist für alle ostdeutschen Straftaten, die vor 1990 begangen wurden abläuft, soll auch der Fall des Konrad Ritter noch einmal überprüft werden. Frank Wolf erinnert sich an den Fall Doreen Wojcik. 1983 ist die Tochter eines Polizisten erdrosselt worden. Sie war die Freundin des Musikers und Dorf-Casanovas Konrad Ritter, der damals allerdings erst nach zwei Jahren verhaftet worden war, weil er da erst von seinen Freunden stark belastet wurde. Nach Aktenlage wurde Ritter dann über 300 Stunden verhört und im Verlauf dieser Verhöre hatte er den Mord gestanden. In einem Revisionsverfahren musste er dann aufgrund einer Zeugenaussage wieder freigelassen werden. Da Ritter danach weggezogen war, hat sich niemand mehr um die Angelegenheit gekümmert. Yvonne Weber findet es schon fahrlässig, nicht weiter nach dem wahren Täter gesucht zu haben. Wolf sieht das nicht so, denn die Ermittler haben bis heute keine Zweifel an der Schuld Ritters. Für sie ist er der Mörder geblieben, egal ob freigesprochen oder nicht.
Yvonne Weber rollt den Fall nun noch einmal ganz neu auf und mit Frank Wolf als einheimischen Ermittler an ihrer Seite lässt sie sich zunächst Tat- und Fundort der Leiche zeigen. Danach sucht sie Konrad Ritter auf, der, noch immer gezeichnet von den damaligen Ereignissen, mit niemandem mehr darüber reden will. So nimmt sich Weber die Akten vor, um diese weiter zu studieren. Sie kommt jedoch nicht weit mit der Analyse, denn Berichte und Untersuchungen, auf die hier verwiesen wird, sind nicht dabei. Gemeinsam mit Wolf macht sie sich deshalb auf ins Archiv der Staatsanwaltschaft Gotha, um die fehlenden Unterlagen zu holen. Hier entdeckt Wolf plötzlich einen alten Hocker in der Ecke, der seine Aufmerksamkeit erregt. Anscheinend hatte sich niemand die Mühe gemacht, ihn zu entsorgen – ein Hocker mit fünf rostigen Schrauben, deren Spitzen sich in einem Verhör Stunde um Stunde tiefer ins Sitzfleisch eines Beschuldigten bohren, genau wie es Ritter geschildert hatte. Wenn Wolf möglicherweise auch an den Verhörmethoden damals in der DDR gezweifelt hatte, dieser Hocker sprach für sich. Weber registriert den entsetzten Blick ihres Kollegen und gemeinsam stellen sie den seinerzeit ermittelnden Beamten Müller, der noch immer auf dem Kommissariat in Eisenach arbeitet, zur Rede. Sein Vorgesetzter Schulte versucht die Diskussion abzubrechen und Wolf wieder auf ihre Seite zu ziehen. Wolf der in diesem Moment erneut unsicher wird, ob er seinen Kollegen zu Gefallen den Fall abschließen oder doch weiter nachforschen sollte, wird in letzterem bestärkt, als Weber in den Akten eine Anmerkung findet. Hiernach hatte das Ministerium für Staatssicherheit der DDR den Fall übernommen. Das trat in dieser Form nur dann ein, wenn ein Angehöriger der Polizei als Zeuge oder Beschuldigter in Frage kam. Das gibt Wolf Rätsel auf und noch rätselhafter wird es, als plötzlich die alten Akten aus Webers Büro verschwunden sind. Angeblich hat Staatsanwalt Kleinert diese Akten nach Gotha zurückgefordert, weil diese gerade gebraucht würden. Das gibt Wolf den letzten Impuls mit seiner Kollegin Weber an „einem Strang zu ziehen“. Vorsorglich hatte sie alle Unterlagen kopiert, sodass sie auf dieser Basis weiter ermitteln können. Als erstes befragen sie die Zeugin, die das Opfer seinerzeit zuletzt gesehen hatte. Sie bestätigt erneut ihre erste Aussage, die sie damals dann aber aufgrund des Drängens eines Polizisten etwas abgewandelt hätte. Sie weiß auch, dass Doreen Wojcik danach auch noch von einer weiteren Zeugin gesehen wurde, was aber nie in den Akten vermerkt wurde. Wolf findet nun auch weitere Widersprüche in den Unterlagen und ist sich absolut sicher, dass die Beweise so zurechtgebogen wurden, dass alles zu Ritter als Täter passte. Entlastende Zeugenaussagen wurden weggelassen und andere derart manipuliert, dass nur noch Ritter in Frage kam. Durch die Stasiverhörmethoden war es dann auch nicht mehr schwer, den Verdächtigen zu einem Geständnis zu bewegen.
Leider ist Kommissariatsleiter Wolfgang Schulte nicht nur Wolfs Vorgesetzter, sondern auch privat sein Ziehvater. Das bringt Wolf in einen argen Gewissenskonflikt. Kann er gegen seine Familie ermitteln? Zumal Schulte nur noch ein Jahr bis zu seiner Pensionierung hat und auch die Verjährungsfrist bis dahin greifen würde? Aber da Wolf derart enttäuscht ist mit solchen „Monstern“ von Polizeikollegen zusammengearbeitet zu haben, will er sie auch nicht schonen. Einer der letzten Zeitzeugen ist Walter Voss, ein ehemaliger Polizist, der damals schon eine andere Spur verfolgt hatte als seine Kollegen. Da das aber zu dem Polizeikollegen Anton Mesmer führte, hatte man das ganze der Stasi übergeben und die hatte diesen Täter unter den Tisch fallen lassen und sich lieber den Dorf-Casanova vorgenommen. Voss ist überrascht, dass sich nach so vielen Jahren doch noch jemand für die Wahrheit interessiert und verrät den Ermittlern, dass er damals Haarproben vom mutmaßlichen Täter und Kleidung vom Opfer mit möglichen Täterspuren gesichert hatte. Diese befinden sich in den Gothaer Archiven. Sie aufzuspüren gelingt Weber und Wolf zunächst nicht, denn Schulte kommt den beiden zuvor und zieht sie nicht nur von dem Fall ab, sondern schickt Weber nach Gotha, wo eine Planstelle zu besetzen ist und Wolf für sechs Monate auf Weiterbildung und danach für weitere sechs Monate auf einen Lehrgang für Kriminalpsychologie. Weber schwört bei ihrem Weggang, dass man sie damit nicht mundtot machen könne.
Nach einigen Monaten „beordert“ Weber Wolf von seiner Weiterbildung weg nach Gotha. Sie hat ihre neue Tätigkeit auch dazu genutzt, die von Voss genannten Beweise zu sichern. Nur kann inzwischen keine direkte Vergleichsprobe mehr genommen werden, weil Anton Mesmer seit vierzehn Tagen tot ist. Wolfs Kollegen und die verantwortlichen Stasimitarbeiter, die sich im Fall Ritter mit schuldig gemacht hatten, können nun nach Ablauf der Verjährungsfrist nicht mehr zur Verantwortung gezogen werden. Wolf distanziert sich von seinem Ziehvater und quittiert seinen Dienst als Polizeibeamter. Ihm bleibt dabei die Genugtuung den wahren Mörder gefunden und Konrad Ritter rehabilitiert zu haben.

„Da ist jemandem ganz viel Lebenszeit zerstört worden.“

## Hintergrund
Für immer ein Mörder – Der Fall Ritter wurde vom 15. Oktober bis zum 15. November 2013 in Erfurt, Eisenach, Gotha und Weimar gedreht.
Den Anstoß zu dem Film gab der Schauspieler Luca Zamperoni. Er hatte über den Fall in der Zeitung gelesen, was ihn so bewegt hat, dass er dem Opfer einen Brief geschrieben hatte. Nach einem Treffen mit dem seinerzeit Verurteilten war er davon überzeugt, dass von dieser Geschichte mehr Menschen erfahren sollten. So entstand die Idee zu dem Film, für den Zamperoni zwölf Jahre „gekämpft“ hatte. Für die Rolle des Konrad Ritter war ursprünglich ein anderer Schauspieler vorgesehen. Doch nachdem dieser abgesagt hatte, erfolgte die Neubesetzung mit Zamperoni.

## Rezeption

### Einschaltquote
Die Erstausstrahlung von Für immer ein Mörder – Der Fall Ritter am 18. Juli 2014 auf arte erreichte 5,59 Millionen Zuschauer und einen Marktanteil von 18,0 Prozent.

### Kritiken
Rainer Tittelbach von Tittelbach.tv schrieb anerkennend: „‚Für immer ein Mörder – Der Fall Ritter‘ beginnt, wie solche Aufdeckungsgeschichten in der Regel beginnen. Da sind die alten, gewachsenen Bindungen, da sind Abhängigkeiten, die ein unvoreingenommenes Ermitteln erschweren. Da sind eine Reihe Verdachtsmomente und die Kerle, die groben Stasi-Proleten und die sanften Sadisten, die in den Fall verstrickt zu sein scheinen und die der Held nach ersten Rückschlägen irgendwann bereit ist, ‚an die Wand zu nageln‘, stehen ebenfalls früh für den Zuschauer bereit. Auch filmisch beginnt diese ZDF/Ar-te-Koproduktion nicht übermäßig aufregend.“ „Je mehr man aber mit dem Ermittler-Duo in den alten Fall eintaucht, der mal mit kurzen Rückblenden, mal mit verbalen Erläuterungen konzentriert und verständlich dem Betrachter vermittelt wird, umso mehr gewinnt der Film an Dynamik.“ Am Ende wird dann der „Zuschauer trotz ungeklärter Fragen mit ‚gutem Gefühl‘ aus dem spannenden Film“ entlassen.
Die Kritiker der Fernsehzeitschrift TV Spielfilm gaben dieser Folge den „Daumen nach oben“. Sie urteilten: „Vergangenheitsbewältigung Ost – leicht unübersichtlich, aber mit origineller Ausgangsidee (Autor: Holger Karsten Schmidt) und unkonventionellem Ende, gut besetzt und spannend.“ Fazit: „Trotz kleiner Klischees kriminell gut!“
David Denk von der Süddeutschen Zeitung wertete: „‚Der Fall Ritter‘ ist leider längst nicht nur subtil: Offenbar aus Angst, die Zuschauer zu überfordern, strotzt das Buch dieses recht komplexen zeithistorischen Krimis vor Sätzen, auf die der Redakteur bestanden zu haben scheint. ‚Der Mörder ist tot, und die, die ihn gedeckt haben, decken sich jetzt gegenseitig‘, ist so einer.“
Beim Tagesspiegel schrieb Joachim Huber: Für immer ein Mörder – Der Fall Ritter „Verschüttetes wird ausgegraben, Grundfesten werden zerstört, Schicht für Schicht: Auch ohne vertiefte, versinnbildlichte Psychoanalyse wird Schuld zutage gefördert. Da hat sich der Film aus den Schablonen des Aufdeckungsplots längst gelöst, der Moraldiskurs drückt auch nicht mehr so stark, Krimi und zeitgeschichtliches Drama kommen in die Balance – und das Finale schwebt.“
Tilmann P. Gangloff urteilte für Kino.de: „Johannes Grieser […] hat das Drehbuch routiniert, aber insgesamt eher unauffällig umgesetzt.“ Allerdings hätten einige Schauspieler einige Dialogszenen „etwas ungelenk“ umgesetzt. Auch „tragen einige der Nebendarsteller mimisch etwas dick auf“ und deshalb „wirkt ein von Hilmar Eichhorn verkörperter früherer Stasi-Major fast wie eine Karikatur.“ „Umso wohltuender ist die sparsame, aber ungleich wirkungsvollere Arbeit von Hinnerk Schönemann und Karl Kranzkowski.“